# Деражнянська міська рада
Деражня́нська міська́ ра́да — орган місцевого самоврядування Деражнянської міської громади Хмельницького району Хмельницької області. Розташована у місті Деражня.

## Склад ради
Рада складається з 32 депутатів та голови.
- Голова ради: Ковпак Андрій Миколайович
- Секретар ради: Сидорук Валентина Аркадіївна
- Заступник голови ради: Івахов Андрій Васильович
- Заступник голови ради: Беднарський Олексій Альбінович

### Керівний склад попередніх скликань
| Ковпак Андрій Миколайович | Міський голова, 1985 року народження | Ковпак Андрій Миколайович | Міський голова, 1985 року народження, освіта вища юридична, член Партії Батьківщина | 31.09.2015 |  |

Примітка: таблиця складена за даними сайту Верховної Ради України

### Депутати
За результатами місцевих виборів 2015 року депутатами ради стали:

#### За суб'єктами висування
| Суб'єкт висування                                       | Кількість обраних депутатів | %                 |
| ------------------------------------------------------- | --------------------------- | ----------------- |
| Політична партія Всеукраїнське об'єднання «Батьківщина» | 6                           | 21,9              |
| Політична партія "Блок Петра Порошенка"                 | 7                           | 21,9              |
| Політична партія «Самопоміч»                            | 3                           | 18,8              |
| Політична партія "Радикальна партія О. Ляшка"           | 2                           | 15,6              |
| Політична партія "Відродження"                          | 3                           | 12,5              |
| Політична партія "За конкретні справи"                  | 3                           | 3,1               |
|                                                         | align="center"              | align="center" \| |
|                                                         | align="center"              | align="center" \| |

#### За округами
| № округу                                                | Прізвище, ім'я, по батькові      | Дата визнання обраним | Освіта             | Партійна приналежність                        | Відомості про обраного депутата                                |
| ------------------------------------------------------- | -------------------------------- | --------------------- | ------------------ | --------------------------------------------- | -------------------------------------------------------------- |
| Комуністична партія України                             |                                  |                       |                    |                                               |                                                                |
| б/м                                                     | Огниста Ольга Володимирівна      | 02.11.2010            | вища               | член Комуністичної партії України             | ХІСТ ВМУРоЛ «Україна», завідувач                               |
| б/м                                                     | Бартко Сергій Сергійович         | 02.11.2010            | середня            | член Комуністичної партії України             | тимчасово не працює                                            |
| 5                                                       | Буриш Світлана Василівна         | 02.11.2010            | середня            | позапартійна                                  | пенсіонер                                                      |
| 6                                                       | Огниста Ніна Федорівна           | 02.11.2010            | середня            | позапартійна                                  | Деражнянська ЦРЛ, медична сестра                               |
| 15                                                      | Клімішен Олександр Володимирович | 02.11.2010            | вища               | член Комуністичної партії України             | ВАТ «Хмельницькцукорбуд», нач.охорони                          |
| Народна Партія                                          |                                  |                       |                    |                                               |                                                                |
| б/м                                                     | Золотар Ігор Володимирович       | 02.11.2010            | вища               | член Народної партії                          | тимчасово не працює                                            |
| Партія регіонів                                         |                                  |                       |                    |                                               |                                                                |
| б/м                                                     | Лавицький Володимир Йосипович    | 02.11.2010            | вища               | член Партії регіонів                          | Публічне акціонерне товариство Хмельницькгаз, головний інженер |
| б/м                                                     | Слободян Анатолій Іванович       | 02.11.2010            | вища               | член Партії регіонів                          | Районна організації інвалідів війни та праці, голова           |
| б/м                                                     | Шарапов Віктор Михайлович        | 02.11.2010            | вища               | член Партії регіонів                          | Районний будинок культури, директор                            |
| 4                                                       | Привалова Лариса Володимирівна   | 02.11.2010            | вища               | позапартійна                                  | ЦРЛ, лікар                                                     |
| Політична партія Всеукраїнське об'єднання «Батьківщина» |                                  |                       |                    |                                               |                                                                |
| б/м                                                     | Кулик Володимир Григорович       | 02.11.2010            | вища               | член Всеукраїнського об'єднання «Батьківщина» | приватний підприємець                                          |
| б/м                                                     | Сидорук Василь Володимирович     | 02.11.2010            | вища               | член Всеукраїнського об'єднання «Батьківщина» | пенсіонер                                                      |
| б/м                                                     | Яворська Світлана Василівна      | 02.11.2010            | середня спеціальна | член Всеукраїнського об'єднання «Батьківщина» | приватний підприємець                                          |
| б/м                                                     | Кушнір Микола Володимирович      | 02.11.2010            | середня спеціальна | член Всеукраїнського об'єднання «Батьківщина» | Деражнянська районна рада, комендант                           |
| 2                                                       | Маковський Микола Леонідович     | 02.11.2010            | вища               | член Всеукраїнського об'єднання «Батьківщина» | ХМУВГ, інженер                                                 |
| 9                                                       | Сидорук Валентина Аркадіївна     | 02.11.2010            | вища               | член Всеукраїнського об'єднання «Батьківщина» | Деражнянська загальноосвітня школа № 3, вчитель                |
| 13                                                      | Атаманський Валентин Степанович  | 02.11.2010            | вища               | член Всеукраїнського об'єднання «Батьківщина» | Деражнянський НВК № 2, вчитель фізики                          |
| Політична партія Народний Рух України                   |                                  |                       |                    |                                               |                                                                |
| 7                                                       | Трачевський Віктор Станіславович | 02.11.2010            | середня спеціальна | член Народного Руху України                   | ПП Ковальчук, пекар                                            |
| Політична партія «Сильна Україна»                       |                                  |                       |                    |                                               |                                                                |
| б/м                                                     | Сулін Ігор Анатолійович          | 02.11.2010            | вища               | член Політичної партії «Сильна Україна»       | приватний підприємець                                          |
| б/м                                                     | Іваненко Зореслав Аркадійович    | 02.11.2010            | середня спеціальна | член Політичної партії «Сильна Україна»       | пенсіонер                                                      |
| 3                                                       | Сімашова Галина Миколаївна       | 02.11.2010            | середня спеціальна | член Політичної партії «Сильна Україна»       | ГМП «Інвентаризатор», директор                                 |
| 10                                                      | Дудар Галина Григорівна          | 02.11.2010            | вища               | член Політичної партії «Сильна Україна»       | Деражнянська загальноосвітня школа № 3, директор               |
| 11                                                      | Янковська Тамара Антонівна       | 02.11.2010            | вища               | позапартійна                                  | Дитячий садок № 1, завідувачка                                 |
| 12                                                      | Олещук Наталія Іванівна          | 02.11.2010            | вища               | член Політичної партії «Сильна Україна»       | Деражнянська міська рада, секретар                             |
| 16                                                      | Онофрійчук Ігор Миколайович      | 02.11.2010            | вища               | член Політичної партії «Сильна Україна»       | Деражнянська ЦРЛ, лікар — стомато-лог                          |
| Політична партія «Фронт Змін»                           |                                  |                       |                    |                                               |                                                                |
| б/м                                                     | Марчук Сергій Анатолійович       | 02.11.2010            | вища               | член Політичної партії «Фронт Змін»           | ЦФЗН «Спорт для всіх», директор                                |
| б/м                                                     | Мацюк Василь Васильович          | 02.11.2010            | незакінчена вища   | член Політичної партії «Фронт Змін»           | КП «Деражнянська ЖЕК № 1», оператор ПК                         |
| б/м                                                     | Руденький Олександр Віталійович  | 02.11.2010            | вища               | член Політичної партії «Фронт Змін»           | приватний підприємець                                          |
| б/м                                                     | Бакулей Андрій Володимирович     | 02.11.2010            | вища               | член Політичної партії «Фронт Змін»           | тимчасово не працює                                            |
| 1                                                       | Князюк Олександр Костянтинович   | 02.11.2010            | незакінчена вища   | член Політичної партії «Фронт Змін»           | приватний підприємець                                          |
| 8                                                       | Лось Олександр Володимирович     | 02.11.2010            | вища               | член Політичної партії «Фронт Змін»           | ПАТ «Хмельницькгаз», майстер ВТДО                              |
| Соціалістична партія України                            |                                  |                       |                    |                                               |                                                                |
| 14                                                      | Шрубківський Ігор Володимирович  | 02.11.2010            | вища               | позапартійний                                 | Начальник дільниці, деражнянська дільниця № 7 «Укртелеком»     |